# Eugenio De Rossi
Eugenio De Rossi (Brescia, 12 marzo 1863 – Roma, 12 giugno 1929) è stato un generale e agente segreto italiano.

## Carriera
Proviene da una famiglia piemontese che negli eserciti di Francia e di Sardegna ebbe un ruolo notevole. Vanno in particolare ricordati Giovanni Giacomo De Rossi, capitano del reggimento Guardie di Vittorio Amedeo II, e il figlio Gian Giacomo, generale sotto lo stesso Duca. La famiglia è strettamente imparentata con Clemente Solaro e Santorre di Santa Rosa, figure politiche del Piemonte preunitario.
Figlio di ufficiale, Eugenio De Rossi frequentò prima la Scuola militare Nunziatella con il corso 1877, e quindi l'Accademia Militare di Modena da cui ne uscì nel 1881 esce sottotenente di fanteria, assegnato al 26º reggimento di stanza a Torino. Nel 1889 viene ammesso alla Scuola di Guerra di Torino. Completati i corsi nel 1891, entra a far parte del Corpo di Stato Maggiore.
In questi anni è subordinato o conosce una serie di ufficiali superiori quali Paolo Morrone, Luigi Capello e Luigi Cadorna, con i quali stringe forte simpatia. Dal 1892 è capitano e, passa al Corpo dei Bersaglieri, assegnato ad un reggimento di stanza a Pinerolo nel 1893.

### L'attività di De Rossi nell'intelligence militare
È proprio nel 1893 che inizia la sua prima collaborazione con l'intelligence militare: in occasione di una lunga permanenza alla fortezza di Fenestrelle redige una simulazione dal titolo “Progetto francese di un colpo di mano sulle difese avanzate della frontiera italiana”.
Sono gli anni della crisi diplomatico-coloniale tra Roma e Parigi ed il “Progetto” viene apprezzato dallo Stato Maggiore. De Rossi viene quindi utilizzato dall'Ufficio I dello Stato Maggiore per una serie di escursioni, nel corso delle quali può dare sfogo alla sua grande passione ciclista, in Savoia, Valle del Rodano e Alpi Marittime. Nel corso di queste missioni, l'ufficiale italiano osserva attentamente i movimenti di truppe francesi, le modalità operative di trasporto e mobilitazione.
La prima escursione fu la seguente: Colle di Tenda - Colle di Bruis - Colle di Braus - Nizza - Montecarlo. Testò quindi la bicicletta pieghevole modello Gérard nel corso del viaggio Domodossola – Sempione – valle del Rodano – riva del Lemano – Sion – Losanna – Ginevra – Chambéry – Modane – Moncenisio. Durante questa missione ebbe modo di osservare attentamente l'organizzazione della Landswehr elvetica, così come di numerosi reparti di Chasseurs alpins francesi.
In un'altra occasione, a seguito del soccorso di un plotone di soldati francesi precipitati in un crepaccio sul versante italiano del Pian delle Marmotte, viene recuperato un fucile Lebel mod.1886/1893 prontamente inviato a Roma per studi. Anche la Svizzera e la Landswehr sono al centro delle missioni di De Rossi di questi anni.
Nel 1897 diviene aiutante di campo prima del generale Egidio Osio, e poi del generale Federigo Pizzuti, comandanti della brigata Bergamo, di stanza ad Udine. Ancora una volta, nel tempo “libero” compie delle ricognizioni oltre confine, in Carinzia e Slovenia, per conto dell'Ufficio I. La prima di queste missioni ciclo-podistiche, come le ha chiamate lo stesso autore, riguardò le seguenti tappe: Pontebba – Tarvisio- colle di Predil – valle dell'Isonzo – Gorizia. Dal 1898 al 1900 è nuovamente a Torino presso il comando della locale brigata.
Nel dicembre 1900 approda a Roma presso l'Ufficio Storico dello Stato Maggiore, sotto il colonnello Cecilio Fabris col quale collaborò alla stesura della storia della campagna 1848-1849. In questi mesi continua altresì la propria collaborazione con l'Ufficio I, che è contiguo allo Storico, e con il suo comandante colonnello Felice de Chaurand.
De Rossi alterna quindi la redazione di studi storici alle missioni in territorio straniero finalizzate allo spionaggio militare. Di questi anni diviene infatti più assidua la collaborazione con l'Ufficio I e le sue missioni vengono concentrate nell'Impero Austro-Ungarico.
Una nuova escursione riguardò la valle dell'Isarco e del suo affluente Rienz. Le attività di De Rossi vengono apprezzate dall'allora Capo di Stato Maggiore del Regio Esercito Tancredi Saletta.
Nell'estate del 1902 diviene capo dell'Ufficio I il colonnello dei bersaglieri Vincenzo Garioni e la collaborazione con De Rossi diviene ancor più assidua: in ottobre De Rossi viene promosso maggiore e l'anno dopo gli viene affidata una delicata missione in Corsica volta al consolidamento di una rete di informatori, e subito dopo una ricognizione in Istria, volta a fotografare le fortificazioni della zona di Pola e di Fiume. Nel febbraio 1903 ottiene il comando di battaglione a Milano, mentre nel giugno 1904 diviene sottocapo di stato maggiore del III Corpo d'armata di Milano. Da questo momento è stabilmente l'ufficiale di collegamento del III Corpo d'armata con l'Ufficio I. Incarico che manterrà negli anni successivi, quando sarà nuovamente al comando del battaglione bersaglieri di Milano. Sempre nel luglio 1904 compie, ancora una volta per conto dell'Ufficio I, una delicata ricognizione in Trentino, ancora una volta in bicicletta, seguendo il percorso Imer – val di Cismon – San Bovo- colle della Gobbera–Castel Tesino.
Nell'autunno 1904 collabora con la sezione di controspionaggio dell'Ufficio I, diretta dal capitano dei carabinieri Giulio Blais, su di un disertore italiano e su un ex ufficiale austro-ungarico latore di importanti documenti. Nel settembre 1905 osserva da vicino le grandi manovre austro-ungariche tenutesi in Trentino.

### La scoperta del Piano Conrad
Nel luglio 1907 è la volta delle manovre alpine austriache nelle Dolomiti e in Carinzia, con epicentro Klagenfurt. È l'occasione in cui De Rossi ci narra di un ufficiale del neonato Ufficio Informazioni della Regia Marina che viene arrestato per goffaggine dagli austro-ungarici. Al di là dei primi passi della storica competizione e rivalità tra servizi dell'Esercito e della Marina, queste manovre permettono a De Rossi di fare una validissima riflessione sul binomio indissolubile che lega i bilanci per la Guerra a quelli per le infrastrutture.
Quest'analisi venne qualche anno dopo confermata dal maresciallo Franz Conrad von Hötzendorf, capo di stato maggiore austro-ungarico: il rafforzamento del nodo ferroviario di Klagenfurt aveva come principale scopo, in caso di guerra con l'Italia, quello di poter riversare ad occidente un numero gigantesco di reggimenti di artiglieria e cavalleria, previamente schierati nel dispositivo offensivo orientale dell'Impero. Dopo il rapporto di De Rossi, lo stato maggiore italiano decise di spedire De Rossi nell'ottobre 1907 in Galizia al fine di indagare. Questa fu una delle poche missioni in cui l'ufficiale italiano non poté avvalersi dell'amata bicicletta: doveva fare una ricognizione su svariate migliaia di chilometri di ferrovia. Ebbe quindi modo di visitare Cracovia, Tarnów, Przemyśl, Leopoli, Černivci, Budapest individuando di volta in volta possibili informatori, definendo la consistenza delle truppe di stanza e valutando le infrastrutture ferroviarie.
Nel gennaio 1908, De Rossi è promosso tenente colonnello ed è trasferito al 11º Reggimento bersaglieri di Ancona, dove comanda un battaglione. Nella primavera dello stesso anno, gli viene ordinato di predisporre un piano per la costituzione di una rete di indicatori in Venezia Giulia e Dalmazia, finalizzato ad osservare i movimenti di truppe e delle navi. Grazie a questi informatori viene a conoscenza delle frequentazioni omosessuali a Venezia del colonnello Alfred Redl, il direttore reggente dell'Evidenzbureau, in realtà già compromesso dall'Ochrana russa. Le pressioni su Redl riescono comunque a liberare il colonnello Silvio Negri, nuovo capo dell'Ufficio I, da un fermo di polizia a Lubiana.
Nell'estate del 1908 vince la cattedra di storia militare alla scuola di guerra di Torino. Negli stessi mesi è nuovamente in missione nelle regioni orientali dell'Impero austro-ungarico: l'Ufficio I lo ha incaricato di costituire una rete di informatori.
Nell'autunno 1910 viene spedito dall'Ufficio I a fare delle ricognizioni sul traffico dai porti turchi al Nord Africa, in vista del rafforzamento del sistema difensivo ottomano in Libia. Segue la campagna di Libia dall'entroterra francese, durante una missione nella quale ha il compito di osservare eventuali movimenti sospetti delle truppe d'Oltralpe.
Nell'estate 1912 è destinato ad osservare le manovre svizzere alla presenza dell'Imperatore tedesco. Pochi mesi dopo diviene Comandante in seconda della Scuola di Guerra e viene promosso a colonnello.

### Il comando dei bersaglieri ciclisti
Nell'aprile 1913 ottiene il comando del 12º Reggimento bersaglieri di stanza a Milano, con comando nella Caserma Teulié di corso San Celso, ora corso Italia. L'eclettismo di De Rossi non si limita alla passione per la storia militare ed a quella per l'intelligence. L'ufficiale dei bersaglieri ha trasformato in prezioso strumento di lavoro il proprio amore per il ciclismo. Con l'approssimarsi del conflitto europeo, è altresì fautore di un impiego bellico di nuovi reparti a cavallo della bicicletta: ottiene quindi la creazione del battaglione bersaglieri ciclisti. Questa unità è inizialmente composta da persone dall'incerto passato nella vita civile che, a detta dello stesso De Rossi, «conveniva condurre con mano di ferro».
Nel corso del 1914, De Rossi osserva inoltre la nascita del fenomeno dei “battaglioni studenteschi”, per lo più organizzazioni di volontari interventisti. A molti di questi, nel corso della seconda metà del 1914, il reggimento di De Rossi fornisce una formazione militare di base. Del battaglione volontari studenti viene nominato comandante il maggiore, poi tenente colonnello, Michele Pericle Negrotto.
I volontari dell'interventismo del maggio 1915 vengono inquadrati in queste nuove unità presso il 7º Reggimento bersaglieri di Milano e il 12º Reggimento bersaglieri di Brescia, quest'ultimo al comando del colonnello De Rossi. Oltre agli interventisti, numerosi sono gli irredentisti dalmati e istriani che vengono inquadrati nel battaglione volontari bersaglieri ciclisti di Negrotto, inquadrato nel 12º Reggimento.
Intanto è Generale di Brigata dal 20 maggio 1915.

### La battaglia del Mrzli (1-4 giugno 1915)
Il 12º reggimento venne inviato presso la frontiera austro-ungarica già dalla fine di aprile 1915, un mese prima dell'inizio del conflitto. È prima aggregato alla Divisione speciale bersaglieri e poi al IV Corpo d'armata a San Pietro al Natisone. Il 20 maggio De Rossi riceve la promozione a generale di brigata con l'imminente assegnazione della brigata Cagliari.
In quei giorni si ipotizzava una guerra-lampo quindi alle prime unità affluite al fronte si ordinò di sfondare. Il reggimento di De Rossi il 24 maggio oltrepassò la frontiera e si schierò lungo l'Isonzo. Le cime sovrastanti - tra cui il monte Nero - erano però già presidiate dagli austroungarici. Il 12˚ reggimento bersaglieri, inquadrato nella 8ª divisione del IV Corpo d'armata e accampato a Luico, venne allertato per dare eventuale appoggio all'azione del 3º Reggimento alpini e dei fanti delle brigate Salerno e Modena contro il monte Nero.
Gli attacchi della Salerno e della Modena si rivelarono infruttuosi e a causa delle gravissime perdite venne ordinata la ritirata. Il 1º giugno alle 9 il colonnello Eugenio De Rossi riceve la promozione a generale di brigata con l'assegnazione della brigata Cagliari. Egli si pone comunque alla testa dei bersaglieri del 12º reggimento (XXIII e XXXVI battaglioni, lasciando il XXI a Luico), per raggiungere Volarje, ai piedi del Mrzli. Qui si uniscono sotto il suo comando i fanti dell'89º reggimento "Salerno", due battaglioni della brigata Modena e gli alpini del 3º Reggimento, per un totale di circa 8.000 uomini.
Iniziata l'ascesa, alle 18 vi fu un primo scontro a fuoco con il nemico, mentre alle 20 venne conquistata parte delle trincee di quota. In questa fase della battaglia muore il sergente Giuseppe Carli, prima medaglia d'oro al Valor Militare della Grande Guerra.
La mattina del giorno cadde anche il tenente colonnello Negrotto, mentre lo stesso De Rossi subì una gravissima ferita che lo renderà paralizzato per il resto della vita. A mezzogiorno del giorno dopo quello che restava dei due battaglioni si lanciò al comando del maggiore Reali di nuovo sulle trincee nemiche subendo nuovamente gravi perdite. Il re, avendo seguito da un osservatorio tutte le fasi dello scontro, riferì agli aiutanti di porre fine al massacro. Il 4 i superstiti del reggimento rientrano su Caporetto. Per questi fatti ottenne la Medaglia d'argento al valor militare.
Nominato grande invalido di guerra, con il grado di maggior generale, De Rossi venne messo a riposo. Candidato alle elezioni del 1920 a Milano ottenne 2.800 preferenze. Morì nel 1929.

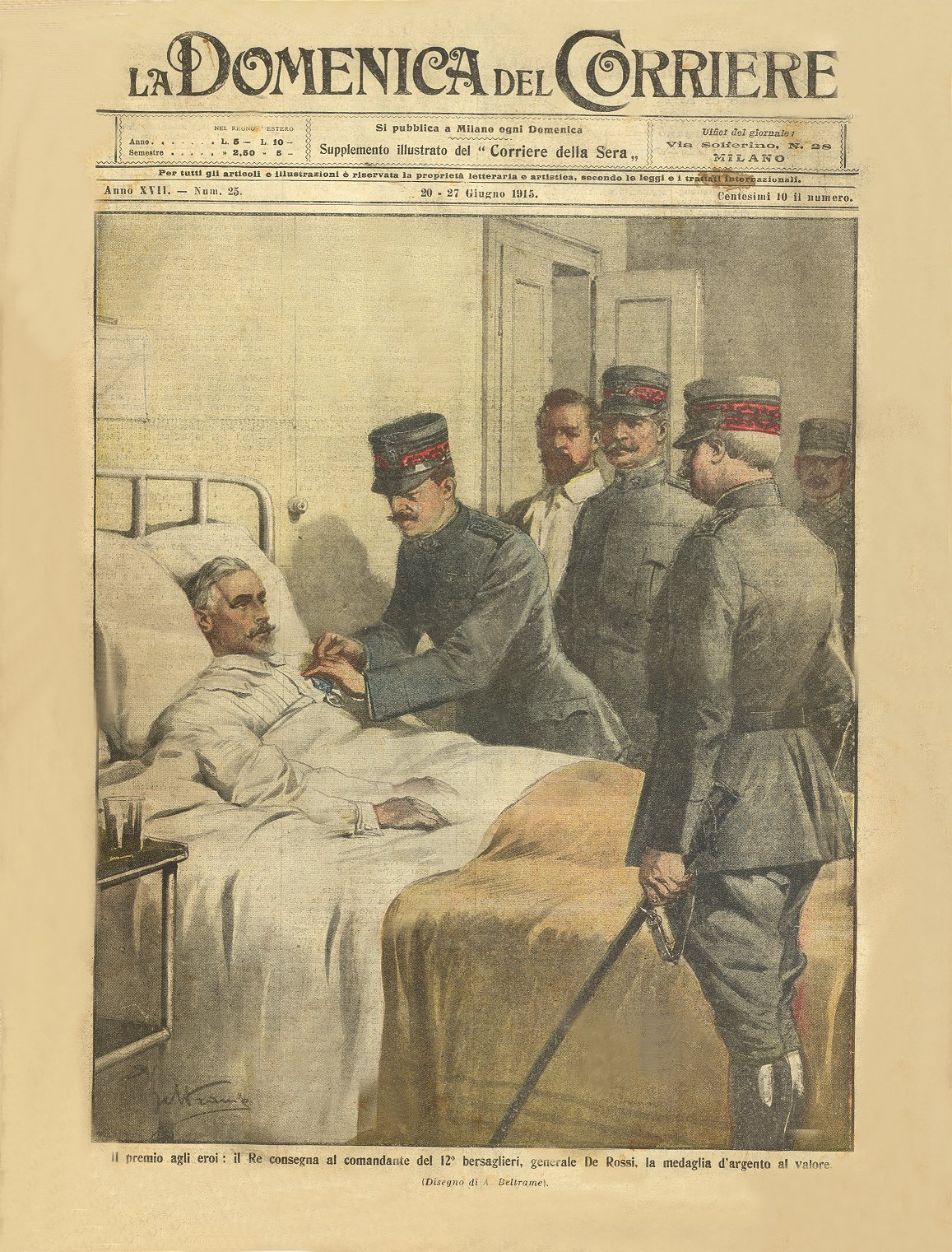
Il generale dei Bersaglieri Eugenio De Rossi decorato con medaglia d'argento al valore militare da Re Vittorio Emanuele III
La Domenica del Corriere 20-27 giugno 1915 Anno XXVII n. 25

## Opere
- Il Reggimento italiano di cavalleria 1º ussari cisalpino poi Dragoni della Regina, in "Rivista di Cavalleria", 1900, fasc. VVV-XII e 1901, fasc. I, poi in "Memorie Storiche Militari", III, 1910, pp. 47-158:
- L'assedio di Portoferraio 1801-1802, in "Rivista Artiglieria e Genio", Roma, Voghera 1904;
- La cavalleria italiana alla Grande Armata (campagna del 1813 in Germania), in "Rivista di Cavalleria", 1903 e poi in "Memorie Storiche Militari", III, 1910, IX, pp. 307.334;
- Il Reggimento italiano dei Cacciatori Reali nella campagna del 1807 in Germania, in "Memorie Storiche Militari", III, 1910, VI, pp. 200-232;
- Una divisione italiana all'assedio di Colberg 1807, Enrico Voghera, Roma 1905 (anche "Memorie Storiche Militari", III, 1910, VII, pp. 233-286);
- La brigata italiana Zucchi e la divisione italiana Peyri nella campagna del 1813 in Germania, in "Memorie Storiche Militari", III, 1910, X, pp. 335-432;
- La cavalleria napoletana in Alta Italia dal 1794 al 1796, In "Memorie Storiche Militari", 1910;
- Il 111º di linea dal 1800 al 1814. Fasti e vicende di un reggimento italiano al servizio francese, monografia pubblicata dalla Scuola di Guerra, Torino, Tip. Olivero e C., 1912 ;
- (curatore di Giovanni Maria Cavassanti) Il Corpo dei Reali Carabinieri nei rivolgimenti politici del 1821, in "Il Risorgimento italiano, Rivista storica", anno V, n. 1, febbraio 1912;
- Eugenio De Rossi, La vita di un ufficiale italiano sino alla guerra, Mondadori, Milano 1927..
- Ricordi di un agente segreto (Dietro le quinte della guerra), Alpes, Milano 1929;
- Un D'Artagnan italiano: il Visconte di Verne-Valde e di Praly (1680-1739). Memorie di un soldato di ventura, Libri Fecondi, Milano 1930.

## Citazioni
1. ↑  
«Le mie missioni avevano tutte per oggetto o ricognizioni di lavori, o di regioni, ferrovie, porti e simili, oppure l'osservazione delle truppe, ossia del loro addestramento, del loro morale, del funzionamento dei servizii, del retroscena cioè delle manovre dove veramente si scorgono i pregi e i difetti degli organismi militari. Ebbi pure incarico di trovare “indicatori” all'estero fra i nostri connazionali; ma questo feci in verità con poco entusiasmo. Per altri incarichi di polizia militare e di vero spionaggio, vi era uno speciale apposito personale, con il quale non ebbi mai rapporti. L'Ufficio Informazioni ricorreva all'abnegazione ed alla buona volontà di una dozzina di ufficiali, animati come me da spirito avventuroso e dotati di particolare attitudine, che tratto tratto partivano in caccia. La calma, la decisione pronta, il talento di osservazione, una salute di ferro, lo sprezzo delle comodità, una grande facilità di adattamento sono indispensabili in questi pericolosi servizi. Queste doti sono innate e non si acquistano con lo studio o l'esercizio, tuttavia anche i favoriti dalla natura abbisognano di un noviziato e di conoscere il tecnicismo dirò del servizio, inteso a prevenire ed evitare od affrontare serenamente la probabilità di un arresto, probabilità che crea nell'operatore uno speciale stato d'animo apprensivo che assolutamente conviene vincere, se si vuole un rendimento proficuo della ricognizione.Eugenio De Rossi, p. 151»
2. ↑  
«In queste manovre ciò che mi aveva colpito era la grandiosa e minuta preparazione ferroviaria per il concentramento e lo scioglimento dei Corpi, a compiere le quali operazioni si erano raddoppiati binari, allargate stazioni, creati parchi vagoni, messi nuovi rifornitori, costruiti chilometri di piani caricatori, ecc. ecc.: lavori sproporzionati alla entità dei trasporti. Si trattava di concentrare 30.000 uomini con i servizii, i preparativi avrebbero potuto servire per 400.000! ed erano tutti lavori di carattere permanente, del costo di parecchi milioni, più di quanto fosse impostato per le manovre stesse sul bilancio della guerra. Mi balenò allora l'idea che quelle grandi manovre fossero il paravento, il pretesto per nascondere e spiegare il raddoppiamento di potenzialità ferroviaria, compiuto in quella zona di radunata per l'esercito austriaco, secondo le idee del tempo, in caso di guerra contro l'Italia. […] Indebitamente l'accrescimento quasi clandestino della produttività ferroviaria in questa zona strategica è ciò che di tangibile, duraturo e minaccioso per noi, rimane delle loro grandi manovre.Eugenio De Rossi, p. 151, p.193-194»